# Лама (животно)
 Тази статия е за южноамериканското домашно животно.  За будисткия учител вижте Лама (духовен учител).  
Ламата (Lama glama) е вид бозайник от семейство Камилови (Camelidae). Отглежда се за вълна, мляко и месо, като и за товарно животно.
В случай че ламата се почувства застрашена, е възможно да започне да плюе но това не я прави лошо животно даже напротив.

## Разпространение
Ламите произхождат от централните равнини на Северна Америка от преди 40 млн. години и мигрират в Южна Америка преди 3 млн. години. Традиционно се свързват с Перу и скотовъдството на инките.
През 2007 г. ламите и алпаките в Южна Америка са повече от 7 млн., а заради износа им в края на 20 век от Южна Америка, около 158 хил. лами и 100 хил. алпаки обитават САЩ и Канада.

## Описание
Ламите са интелигентни животни, високи са между 1,7 и 1,8 метра и тежат между 130 и 200 килограма. Освен това са социални животни и обичат да живеят в стада.
Живеят до 20 – 25 години.